# Alpha Bank
De Alpha Bank is de een na grootste bank in Griekenland.
Verwar dit bedrijf niet met de Russische Alfa-Bank of de Braziliaanse Banco Alfa.

## Geschiedenis
De Alpha Bank werd in 1879 in Kalamáta opgericht als Trapeza Pisteos wat in het Grieks kredietbank betekent. In de jaren 90 voerde de bank de Engelse naam Alpha Credit, maar sinds 1999 heet het Alpha Bank.
Deze bank opereert internationaal en heeft vestigingen over de hele Balkan.

## Emporiki Bank
Sinds 1 februari 2013 is Emporiki Bank lid van de Alpha Bank Group.
Crédit Agricole, het Franse moederbedrijf van Emporiki Bank, verkocht deze voor het symbolische bedrag van één euro aan Alpha Bank.